# Резолюция 22 на Съвета за сигурност на ООН
Резолюция 22 на Съвета за сигурност на ООН, приета с мнозинство на 9 април 1947 г., препоръчва на Обединеното кралство Великобритания и Народна република Албания да отнесат до Международния съд спора си около инцидента в провлака на Корфу от 22 октомври 1946.
Резолюцията е приета с мнозинство от осем гласа, като представителите на Полша и СССР гласуват въздържали се, а посланикът на Великобритания в Съвета не участва в гласуването.

## Инцидентът в пролива на Корфу
Инцидентът в пролива на Корфу се отнася до три отделни събития, случили се в периода май-ноември 1946 г. Първият инцидент се разиграва през май 1946 г., когато албанската брегова охрана обстрелва два британски миноносеца, извършващи инспекция и прочистване на провлака от мини. Вторият инцидент се случва на 22 октомври същата година, когато два британски разрушителя претърпяват материални и човешки загуби, след като попадат на мини в смятаните за безопасни води, намиращи се в близост до албанското крайбрежие. Третият инцидент става между 12 и 13 ноември 1946 г., когато британски кораби нарушават териториалните води на Албания, която се оплаква пред ООН. Британското правителство отнася случая да Съвета за сигурност и завежда дело пред Международния съд, обвинявайки Албания, че залага мини във водите на канала, и настоявайки за изплащане на репарации за нанесените върху корабите ѝ щети. Албания отхвърля обвиненията и отказва да плати на Великобритания присъдената от Международния съд сума за обезщетение, което става причина Великобритания да блокира 1574 килограма албанско злато, депозирано в трезорите на Банк ъф Ингланд. В крайна сметка инцидентът предизвиква прекратяване на дипломатическите отношения между Албания и Великобритания, които са възстановени едва през 1991 г.